# Stan Getz
Stan Getz (rojen Stanley Gayetski), ameriški jazzovski saksofonist, * 2. februar 1927, Filadelfija, Pensilvanija, † 6. junij 1991, Malibu, Kalifornija, ZDA.
Večinoma je igral tenorski saksofon, znan pa je bil kot "The Sound" zaradi svojega toplega, liričnega tona, na kar je vplival njegov idol, Lester Young s svojim tonom. Na sceno je prišel konec 40. let 20. stoletja z big bandom Woodyja Hermana, glasbeni kritik Scott Yanow pa je Getza opisal kot "enega največjih tenorskih saksofonistov vseh časov". Igral je v bebop in cool jazz zasedbah. S hit singlom "The Girl from Ipanema" je leta 1964 v ZDA populariziral stil bossa nova, na kar sta vplivala João Gilberto in Antônio Carlos Jobim.

## Zgodnje življenje
Getz se je rodil kot Stanley Gayetski 2. februarja 1927 v bolnišnici St. Vincent's Hospital v Filadelfiji, Pensilvanija. Njegov oče Al se je rodil leta 1904 v Londonu, njegova mati Goldie (rojena Yampolsky) pa se je rodila leta 1907 v Filadelfiji. Njegova stara starša po očetovi strani, Harris in Beckie Gayetski, sta prišla iz okolice Kijeva, ki je bil takrat del Ruskega imperija, vendar sta zaradi pogromov emigrirala v Whitechapel v Londonu. Tu sta bila skoraj 13 let lastnika trgovine Harris Tailor Shop, nato pa sta s tremi sinovi, Alom, Philom in Benom, emigrirala v ZDA in tako sledila še enemu sinu, Louisu, ki je v ZDA emigriral leto prej.
Družina Getz se je najprej ustalila v Filadelfiji, med Veliko gospodarsko krizo pa se je preselila v New York, kjer je iskala boljše zaposlitve. Getz je bil dober učenec in je zaključil 6. razred kot boljši izmed učencev svojega razreda. Najbolj se je navduševal nad glasbenimi inštrumenti. Igral je več inštrumentov, preden mu je oče kupil prvi saksofon, ko je Stan imel 13 let. Čeprav mu je oče priskrbel tudi klarinet, se je Stan navdušil nad saksofonom in ga začel vaditi tudi osem ur na dan.
Obiskoval je srednjo šolo James Monroe High School v Bronxu. Leta 1941 je bil sprejet v orkester All City High School Orchestra. Tako je dobil priložnost, da se je udeleževal brezplačnih zasebnih inštrukcij fagotista Simona Kovarja, ki je igral v Orkestru Newyorške filharmonije. Nadaljeval je tudi z igranjem saksofona. Čez nekaj let je pustil šolanje, da bi začel z glasbeno kariero, vendar je bil s strani uradnikov šolskega sistema kmalu poslan nazaj v šolo.
Leta 1943, ko je bil star 16 let, je postal član zasedbe Jacka Teagardna, zaradi svoje mladosti pa je postal njegov varovanec. Igral je tudi skupaj z Natom Kingom Coleom in Lionelom Hamptonom. Potem, ko je igral za Stana Kentona, Jimmyja Dorseyja in Bennyja Goodmana, je Getz med letoma 1947 in 1949 bil solist v orkestru Woodyja Hermana v t. i. "The Second Herd". Širšo pozornost je vzbudil kot eden izmed saksofonistov orkestra, ki so bili skupaj znani kot "Four Brothers". Med ostale tri so spadali še Serge Chaloff, Zoot Sims in Herbie Steward. S Hermanom je ustvaril hit "Early Autumn", ko pa je zapustil Hermana, je začel s solistično kariero. Po letu 1950 je bil vodja na skoraj vseh svojih snemanjih.

## Kariera
Ugled Getza se je precej dvignil po njegovem sodelovanju leta 1952 na albumu Johnnyja Smitha, Moonlight in Vermont, ki je bil tistega leta najboljši jazzovski album. Singl naslovne melodije je postal hit in je na lestvicah ostal več mesecev.
V drugi polovici 50. let je Getz postal znan po igranju cool jazza s številnimi znanimi glasbeniki, kot so Horace Silver, Johnny Smith, Oscar Peterson in drugi. Njegova prva kvinteta sta bila znana po članih, med katerimi so bili tudi člani ritem sekcije Charlieja Parkerja: bobnar Roy Haynes, pianist Al Haig in basist Tommy Potter. Leta 1953 so zasedbo Dizzy Gillespie/Stan Getz Seksteta sestavljali Gillespie, Getz, Peterson, Herb Ellis, Ray Brown in Max Roach.
Leta 1961 se je Getz vrnil iz Skandinavije in Evrope, kjer je bil v 2. polovici 50. let, vrnil v ZDA in postal ključna figura pri predstavitvi bossa nove Američanom. Leta 1962 je s kitaristom Charliejem Byrdom, ki se je ravno vrnil s turneje po Braziliji, posnel album Jazz Samba, ki je postal hit. Leto kasneje je za skladbo "Desafinado" prejel grammyja za najboljšo jazzovsko izvedbo. Prodanih je bilo ječ kot milijon izvodov albuma, ki je prejel zlat certifikat. Njegov drugi album bossa nove, ki je bil prav tako posnet leta 1962, je bil Big Band Bossa Nova, posnel pa ga je v sodelovanju s skladateljem in aranžerjem Garyjem McFarlandom. Getzev naslednji album je bil Jazz Samba Encore!, pri katerem je sodeloval z enem izmed začetnikov bossa nove, brazilskim kitaristom Luizem Bonfájem. Do leta 1964 je bilo prodanih več kot milijon izvodov tudi tega albuma, ki je prav tako prejel zlat certifikat.
Leta 1963 je posnel album Getz/Gilberto, pri katerem so sodelovali Antônio Carlos Jobim, João Gilberto in njegova žena, Astrud Gilberto. Skladba "The Girl from Ipanema" je osvojila grammyja in postala ena izmed najbolj znanih skladb latino jazza. Album je osvojil dva grammyja. Sledila sta albuma v živo, Getz/Gilberto Vol. 2 in Getz Au Go Go, ki je bil posnet v klubu Cafe Au Go Go. Zaradi ljubezenske afere Getza z Astrud Gilberto, je bilo konec njegovega sodelovanja z njo in njenim možem. Tako se je Getz pričel odmikati od bossa nove nazaj proti cool jazzu. Ko je še sodeloval z Gilbertoma, je leta 1964 posnel album Nobody Else But Me, katerega je posnel z novim kvintetom, v katerem je sodeloval tudi vibrafonist Gary Burton. Založba Verve Records, kjer naj bi album izšel, se ni strinjala z Getzevim odmikom od bossa nove in ni izdala albuma, ampak je ta izšel šele 30 let kasneje, po Getzevi smrti.
Leta 1972 je Getz posnel jazz fusion album Captain Marvel, kjer so sodelovali Chick Corea, Tony Williams in Stanley Clarke, v tem obdobju pa je na svojem saksofonu eksperimentiral z echoplexom. Leta 1980 se je pojavil v filmu The Exterminator.
Sredi 80. let je Getz redno deloval v okolici San Francisca in kot rezidenčni umetnik do leta 1988 poučeval na jazz delavnici Stanford na Univerzi Stanford. Leta 1986 je bil sprejet v Jazz dvorano slavnih Down Beat. Leta 1988 je sodeloval s skupino Huey Lewis and the News na njihovem albumu Small World. Odigral je dolg solo na drugem delu naslovne skladbe, ki je postala manjša uspešnica.
Njegova prva izbira tenorskega saksofona je bil Selmer Mark VI.

## Osebno življenje
7. novembra 1946 se je Getz poročil z Beverly Byrne, vokalistko zasedbe Gena Krupe. Imela sta tri otroke: Stevea, Davida in Beverly. Že kot najstnik se je Getz srečal z drogami in alkoholom. Leta 1954 je bil aretiran za poskus ropa morfija iz lekarne. Medtem, ko je potekal njegov proces v oddelku zapora Los Angeles County-USC Medical Center, je Beverly nadstropje nižje rodila njunega tretjega otroka.
3. novembra 1956 sta se Beverly in Getz ločila, on pa se je nato poročil z Monico Silfverskiöld, hčerko švedskega fizika in nekdanjega dobitnika olimpijske medalje, Nilsa Silfverskiölda. Rodila sta se jima dva otroka: Pamela in Nicolaus. Živela sta v Københavnu, deloma tudi zaradi Getzevih pravnih težav.
Leta 1964 je Getz odpotoval v Brazilijo, da bi sodeloval z Joãojem Gilbertom, enim izmed začetnikov bossa nove. Med snemanjem pomembnega albuma Getz/Gilberto, je Gilberto Getza predstavil svoji ženi, Astrud Gilberto, ki je na albumu odpela dve pesmi. Ko je bil album posnet, se je Getz vrnil v ZDA, Astrud Gilberto pa je odšla z njim in se ločila od Joãoja. Getz in Astrud Gilberto sta več let negovala osebno in glasbeno razmerje, čeprav se nikoli nista poročila.
Leta 1981 je Getz vložil peticijo za ločitev od Monice, vendar ta je bila odobrena šele leta 1987. Monica je ob ločitvenem postopku sodišču dejala, da je bil njen mož nasilen do otrok, včasih pa tudi do nje. Leta 1990 je Monica Getz Vrhovno sodišče Združenih držav Amerike zaprosila za razveljavitev sodbe za razvezo njune zakonske zveze z obrazložitvijo, da zakon zvezne države New York, ki zahteva poravnavo na sodišču, namesto na družinskem sodišču, diskriminira ženske, kot je sama, ki bi lahko bankrotirale s plačilom odvetnikov. Vrhovno sodišče je prošnjo zavrnilo.
Zoot Sims, ki je Getza poznal od njegovega igranja pri Woodyju Hermanu, ga je nekoč opisal kot "prijetno skupino fantov", s čimer je pokazal na njegovo široko paleto osebnosti.

## Smrt
Getz je umrl 6. junija 1991 za jetrnoceličnim rakom. Njegov pepel je bil posut iz kovčka njegovega saksofona, 6 milj od kraja Marina del Rey, Kalifornija.

## Izbrana diskografija
Kot vodja/sovodja
- Norman Granz' Jam Session #3 (1953)
- Norman Granz' Jam Session #4 (1953)
- Interpretations by the Stan Getz Quintet  (1954)
- Interpretations by the Stan Getz Quintet Vol. 2 (1954)
- Diz and Getz (1954)
- Stan Getz at The Shrine (1954)
- The Sound (1955)
- The Getz Age (1955)
- Stan Getz at Storyville Vol. 1 (1955) z Jimmyjem Raneyjem in Alom Haigom
- Stan Getz at Storyville Vol. 2 (1955) z Jimmyjem Raneyjem in Alom Haigom
- Stan Getz Quartets (1955)
- Stan Getz Plays (1955)
- Hamp and Getz (1955)
- West Coast Jazz (1955)
- Groovin' High (1956)
- The Brothers (1956) z Zootom Simsom in Alom Cohnom
- Interpretations by the Stan Getz Quintet Vol. 3 (1956)
- Stan Getz in Stockholm (1956)
- For Musicians Only (1956) z Dizzyjem Gillespiejem in Sonnyjem Stittom
- The Steamer (1956)
- Opus de Bop (1957)
- Stan Getz and the Cool Sounds (1957)
- The Soft Swing (1957)
- Jazz Giants '58 (1957) z Gerryjem Mulliganom, Harryjem Edisonom, Louisom Bellsonom in Oscar Peterson Triem
- Award Winner: Stan Getz (1957)
- Stan Getz and the Oscar Peterson Trio (1957)
- Gerry Mulligan Meets Stan Getz (1957) izšel tudi kot Getz Meets Mulligan in Hi–Fi
- Stan Getz and J. J. Johnson at the Opera House (1957)
- Cal Tjader-Stan Getz Sextet (1958)
- Stan Meets Chet (1958)
- Les Tricheurs (1958)
- Imported from Europe (1958)
- Cool Velvet (1960)
- Getz in Poland (1960)
- Stan Getz at Large (1961)
- Focus (1961)
- Recorded Fall 1961 (1961) z Bobom Brookmeyerjem
- Jazz Samba (1962) s Charliejem Byrdom
- Big Band Bossa Nova (1962)
- Early Stan (1963) z Jimmyjem Raneyjem
- Jazz Samba Encore! (1963) z Luizom Bonfo
- Getz/Gilberto (1963) z Joãojem Gilbertom
- Stan Getz with Guest Artist Laurindo Almeida (1963)
- Reflections (1963)
- Getz Au Go Go (1964) z Astrud Gilberto
- The Canadian Concert of Stan Getz (Vancouver Concert) (1965)
- Stan Getz Plays Music from the Soundtrack of Mickey One (1965)
- Getz/Gilberto Vol. 2 (1966) z Joãojem Gilbertom
- Stan Getz & Arthur Fiedler at Tanglewood (1966)
- Two Sides of Stan Getz (1966)
- The Stan Getz Quartet in Paris (1966)
- Voices (1966)
- Sweet Rain (1967)
- What the World Needs Now: Stan Getz Plays Burt Bacharach and Hal David (1968)
- Prezervation (1968) z Alom Haigom
- Didn't We (1969)
- Marrakesh Express (1969)
- Dynasty (1971)
- Change of Scenes (1971) s Kenny Clarke/Francy Boland Big Bandom
- Communications '72 (1972)
- Captain Marvel (1972)
- Stan Getz & Bill Evans (1973)
- Jazz Jamboree '74 Vol. 2 (1974)
- Stan Getz My Foolish Heart Live at the Left Bank, Baltimore (1975)
- The Peacocks (1975) z Jimmiejem Rowlesom
- The Best of Two Worlds (1976) z Joãojem Gilbertom
- Stan Getz Quartet at Montreux (1977)
- Live at Montmartre (1977)
- Another World (1977)
- Death of a Corrupt Man (1977) glasba iz istoimenskega filma
- Children of the World (1978)
- Academy of Jazz (1978) z Bobom Brookmeyerjem
- Forest Eyes (1980)
- Midem Live '80 (1980)
- The Great Jazz Gala '80 (1980)
- The Dolphin (1981)
- Spring Is Here (1981)
- Billy Highstreet Samba (1981)
- Stan Getz Live in Europe 1958 (1982)
- The Master (1982)
- Pure Getz (1982)
- Stan Getz Quartet Live in Paris (1982)
- Poetry (1983) z Alom Daileyjem
- The Stockholm Concerts (1983)
- The Stockholm Concert (1983)
- Line for Lyons (1983) s Chetom Bakerjem
- Quintessence Volume 1 (1983)
- Quintessence Volume 2 (1983)
- Voyage (1986)
- Anniversary! (1987)
- Serenity (1987)
- Stockholm Sessions '58 (1988)
- Homage to Charlie Parker (1989)
- Yours and Mine (1989)
- Soul Eyes (1989)
- Apasionado (1989)
- Jazzbühne Berlin '78 (1991)
- People Time (1991) s Kennyjem Barronom
- Nobody Else But Me (1994)
- Blue Skies (1995)
- The Song Is You (1996)
- Stan Getz with European Friends (1996)
- But Beautiful (1996) z Billom Evansem
- West Coast Live (1997) s Chetom Bakerjem
- The Final Concert Recording (2000)
- Bossas & Ballads – The Lost Sessions (2003)
- Getz/Gilberto '76 (2016) z Joãojem Gilbertom
- Moments in Time (2016)

## Grammyji
Seznam grammyjev, ki jih je prejel Stan Getz
| Leto | Kategorija                                                       | Naslov                  | Opombe              |
| ---- | ---------------------------------------------------------------- | ----------------------- | ------------------- |
| 1962 | Najboljša instrumentalna jazz izvedba solista ali manjše skupine | "Desafinado"            |                     |
| 1964 | Posnetek leta                                                    | "The Girl from Ipanema" | z Joãojem Gilbertom |
| 1964 | Album leta                                                       | Getz/Gilberto           | z Joãojem Gilbertom |
| 1964 | Najboljša instrumentalna jazz izvedba solista ali manjše skupine | Getz/Gilberto           | z Joãojem Gilbertom |
| 1991 | Najboljši jazz solo                                              | "I Remember You"        |                     |